# 裴果
裴果（？—567年），字戎昭，河东郡闻喜县（今山西省运城市闻喜县）人，北魏、西魏、北周官员。

## 生平
裴果的祖父裴思贤是北魏青州刺史，父亲裴遵是北魏齐州刺史。
裴果年轻时性情慷慨，有志向谋略。北魏太昌初年，裴果以前将军、乾河军主为起家官，获任为平阳郡郡丞。宇文泰曾经出使并州，与裴果相遇，裴果知道宇文泰不是平常人，暗中向他投靠归附。永安末年，盗贼蜂起，裴果跟随军队征讨，骑黄骢马，穿青衣袍，经常率先冲锋陷阵，当时人称他为“黄骢年少”。永熙年间，裴果出任河北郡太守。
高欢在沙苑之战战败后，裴果率领宗族乡党归附西魏。宇文泰嘉奖裴果，赐给他田宅、奴婢、牛马、衣服、什物等。裴果跟随参与河桥之战，解救玉壁围困，都是破敌奋击，所向披靡。大统九年（543年），裴果又跟随参与邙山之战，在宇文泰身前挺身陷阵，生擒东魏都督贺娄乌兰，勇冠当时，人人叹服。因此宇文泰对裴果更加亲近善待，裴果获补授帐内都督，升任平东将军。裴果后跟随开府杨忠平定随郡、安陆郡，以功劳加大都督，出任正平郡太守。正平郡是裴果的家乡，裴果在当地施政威猛，百姓畏惧，盗贼屏住呼吸。裴果升任使持节、车骑大将军、仪同三司、散骑常侍、司农卿，又跟随大将军尉迟迥讨伐川蜀。裴果率领所部军队为前锋，攻破剑阁，击败李庆保，降服，都有战功。魏废帝元钦三年（553年），裴果出任龙州刺史，封冠军县侯，食邑五百户。不久州民张道、李祏率领百姓围攻州城，当时粮食和兵器都缺乏，士兵又少，裴果设定计谋进行抗击，贼人退走。裴果于是出兵追击，多次接战打败贼人。旬月之间，龙州境内得以安宁，裴果转任陵州刺史。
周孝闵帝宇文觉登基，裴果出任隆州刺史，加使持节、骠骑大将军、开府仪同三司，进爵为公爵，增加食邑一千户。武成末年，裴果转任眉州刺史。保定五年（565年），裴果出任复州刺史。裴性情威严刚猛，处理事情很果断，经常抑制挫折豪强大户，为人洗刷冤屈，历任几个州的刺史，都很称职。天和二年（567年），裴果在任内去世，朝廷赠予他原本的官职，加绛晋建三州刺史，谥号质。儿子裴孝仁继承爵位。

## 子女
- 裴孝仁，北周亳州刺史、冠军县公

## 延伸阅读
[在维基数据编辑]
 《周書·卷36》，出自令狐德棻《周書》
 《北史/卷038》，出自李延壽《北史》